# フロベニウスの定理 (微分トポロジー)
数学の微分位相幾何学において 、 フロベニウスの定理（フロベニウスのていり、英語: the Frobenius theorem）は、劣決定系における線型な一階偏微分方程式の独立な解のMaximal setを求めるための必要十分条件を与える。 現代の幾何学的に言えば、この定理は、積分曲線が単一のベクトル場によって与えられるのと同様に最大積分多様体の接束が微分方程式系の可積分条件を満たすベクトル場によって張られ、葉層構造を有することへの必要十分条件を与える。この定理は微分トポロジーと多様体上の微積分学の基礎である。 

## 導入
最も初等的な形では、この定理は一般的なシステムにおける線型の一階偏微分方程式の、独立解の最大集合を求める問題を扱う。次の集合 
{\displaystyle \left\{f_{k}^{i}:\mathbf {R} ^{n}\to \mathbf {R} \ :\ 1\leq i\leq n,1\leq k\leq r\right\}}
をr < nを満たす C1 級の関数の集合族とし、 行列 ( f i
k ) のランクは r である。いま、 C2 級関数 u : Rn → R の偏微分方程式を考えよう。  
{\displaystyle (1)\quad {\begin{cases}L_{1}u\ {\stackrel {\mathrm {def} }{=}}\ \sum _{i}f_{1}^{i}(x){\frac {\partial u}{\partial x^{i}}}=0\\L_{2}u\ {\stackrel {\mathrm {def} }{=}}\ \sum _{i}f_{2}^{i}(x){\frac {\partial u}{\partial x^{i}}}=0\\\qquad \cdots \\L_{r}u\ {\stackrel {\mathrm {def} }{=}}\ \sum _{i}f_{r}^{i}(x){\frac {\partial u}{\partial x^{i}}}=0\end{cases}}}
ここで、勾配 ∇u1, ..., ∇un−r が線型独立 であるような u1, ..., un−r の解集合が存在する条件を求める。 
フロベニウスの定理は、演算子 Lk が対合性として知られるある可積分性条件を満たす場合に限り、この問題が局所的に解を持つと主張している 。 具体的には、次の式 
{\displaystyle L_{i}L_{j}u(x)-L_{j}L_{i}u(x)=\sum _{k}c_{ij}^{k}(x)L_{k}u(x)}
が 1 ≤ i, j ≤ r において、全ての C2  級関数 u と、および x に依存することが認められているいくつかの係数 c k 'ij' (x) に対して関係を満たす必要がある。言い換えれば、 交換子 [Li, Lj] は、任意の点でLk の線型包の内部になければならない。 対合の条件は偏導関数の可換性の一般化である。 実際、フロベニウス定理の証明戦略では、結果として生じる演算子が交換を行うように演算子 Li 間で線形結合を形成し、そして y1, ..., yr に関して厳密な偏導関数のための座標系 yiがあることを示す。 

### 解析から幾何学へ
劣決定系の連立方程式の解はめったに一意ではない。 たとえば、次の微分方程式 
{\displaystyle {\begin{cases}{\frac {\partial f}{\partial x}}+{\frac {\partial f}{\partial y}}=0\\{\frac {\partial f}{\partial y}}+{\frac {\partial f}{\partial z}}=0\end{cases}}}
は明らかに複数の解を認める。それにも関わらず、これらの解はそれらが完全に記述されることができるために十分な構造を、依然として有する。 最初の観察では、例え f1 と f 2 が2つの異なる解であったとしても、f1 と f 2 の レベル集合は重複しなければならない。実際、この系の等位面は、x − y + z = C （ C は定数）で表現される R3 上に存在する全ての平面である。２番目の観察は、一度等位面が既知となれば、全ての解を任意の関数に関して与えることができるということである。 等位面上の解 f の値は定義上定数であるため、関数C(t) を次のように定義する。     
逆に、関数C(t)が与えられると、この式で与えられる各関数 f は元の方程式の解になる。 したがって、レベル集合が存在することから、元の方程式の解は、1つの変数の任意の関数と1対1で対応する。 